# Pseudobufo subasper
Pseudobufo subasper là một loài cóc trong họ Bufonidae. Nó là đại diện duy nhất của chi Pseudobufo. Loài này có ở Indonesia và Malaysia.
Các môi trường sống tự nhiên của chúng là đầm nước nhiệt đới hoặc cận nhiệt đới và đầm lầy. Loài này đang bị đe dọa do mất nơi sống. Loài cóc này chỉ có thể thấy ở đầm nước có than bùn. Chúng có chân sau có màng toàn bộ và thường xuyên sống với nước.